# Allium brevicaule
Allium brevicaule là một loài thực vật có hoa trong họ Amaryllidaceae. Loài này được Boiss. & Balansa mô tả khoa học đầu tiên năm 1859.